# 박영호 (조선민주주의인민공화국의 정치인)
박영호(미상 ~ )은 조선민주주의인민공화국의 정치인이다. 조선로동당 중앙위원회 위원이다.

## 경력
2012년 7월, 황해남도 당 위원회 책임비서로 임명되었다. 2016년 5월, 조선로동당 제7차 대회에서 조선로동당 중앙위원회 위원으로 임명되었다.

## 최고인민회의 대의원
2014년 3월 최고인민회의 제13기 대의원으로 선출되어, 같은해 4월 예산위원회 위원을 지냈다.